# Народен глас (радиостанция)
Вижте пояснителната страница за други значения на Народен глас.
„Народен глас“ е нелегална радиостанция на Задграничното бюро на БРП (к), която излъчва от територията на СССР по време на комунистическото cъпротивително движение в България през Втората световна война.
Нелегалната радиостанция „Народен глас“ е създадена по решение на Задграничното бюро на БРП (к). Излъчва с разрешението и радиомощностите на правителството на СССР. Първата и емисия е на 7 октомври 1941 г. Говорител е Станке Димитров (Марек). Отразява събитията на съветско-германския фронт и в по-общ план останалите събития от Втората световна война от съветска и комунистическа гледна точка. В разрез с международните норми работи на вълната на официалната българска правителствена радиостанция Радио София и по време на емисиите и паузите се включва с реплики и информации, различаващи се официалната правителствена позиция. Участва в пропагандната война между силите на Тристранния пакт и СССР. Правителството противодейства с радиозаглушаване, а обществените и частните радиоапарати се запечатват и работят само на вълната на Радио София. Излъчванията са на български и немски език.
В хода на вътрешнополитическия конфликт между силите на Царство България, което е съюзник на Тристранния пакт и партизаните предава директивите на Задграничното бюро на БРП(к) за организиране на комунистическото движение в България. Излъчванията на радиостанцията са спрени на 10 септември 1944 г.